# Salvador Sebastián Raón
Salvador Sebastían de Raón (San Juan de Puerto Rico, 1766; Sevilla) fue un militar español que sobresalió durante la guerra de la independencia, así como por su actuación en los conflictos surgidos durante el trienio liberal, Caballero de la Orden de Santiago, llegó a ser mariscal de campo y comandante general del Ejército de Andalucía, siendo galardonado por sus méritos militares con la Cruz Laureada de San Fernando, la Cruz de la Orden de San Hermenegildo, así como ocho medallas de distinción al valor.

## Orígenes familiares militares
Nacido en San Juan de Puerto Rico en el seno de una tradicional familia de militares españoles, hijo del Brigadier de los Ejércitos Reales y Coronel del Regimiento de Infantería de León (Puerto Rico). D. Agustín Felipe Sebastián y Ezquerra, natural de Zaragoza y de Dª Josefa Raón, natural de Carmona. Sus abuelos serían también servidores del ejército real. D. Juan Agustín Sebastían Ortíz, miembro del Consejo de Su Majestad y D. José Antonio Raón y Gutiérrez￼￼, mariscal de campo de los Reales ejércitos, Gobernador de Panamá y luego Gobernador General de las Islas Filipinas y Presidente de la Real Audiencia de Manila￼￼.
Su hermano José Sebastián de Raón sería también militar, Sargento Mayor del Regimiento de Artillería de Soria.  Por su parte su hermana María del Pilar Sebastián Raon caso con el Brigadier—Coronel Joaquín Miranda Gayoso, IV Marques de Santa María del Villar y V Conde de Ramón.

## Biografía
El 2 de abril de 1795 se le confirió el cargo de Capitán del Regimiento de Infantería de León. Posteriormente, siendo Capitán del Regimiento de África Cerón fue aceptado en 1803 como Caballero de la Orden de Santiago, el mismo año que le fue concedido este mérito a su hermano José.
Durante la Guerra de la Independencia tuvo una brillante actuación en las campañas del Campo de Gibraltar bajo las órdenes del General Ballesteros. Dirigió como Coronel el Regimiento de Infantería Galicia, ostentando entre otros los cargos de Gobernador militar de la estratégica plaza de Ronda y Presidente de la Junta de su Serranía. Intervino en la fortificación de Castellar de la Frontera, así como en la campaña de liberación de las villas de Alcala la Real, Cortes de la Frontera y en la batalla de Jimena de 1812. Obtendría la Gran Cruz laureada de San Fernando,  máxima condecoración militar española por el valor demostrado el 4 de noviembre de 1811, en el ataque de la villa de Bornos (Cádiz) y en el resto de la campaña, como Coronel del Regimiento de Infantería Galicia. Recibió además diversas condecoraciones por su destacada participación en el apoyo al repliegue de los Ejércitos a la Isla de León y su posterior defensa en 1808; el glorioso sitio de Tarifa de 1811; las tomas del fuerte de pancorvo y de la localidad de Seríoaen en 1812, así como por su actuación en los sitios de Pamplona y Bayona en 1813, entre otros.
Alcanzó por estos méritos el encargo de Brigadier del Regimiento de Infantería de Soria y Fiscal militar del Consejo de Guerra. 
Contrajo matrimonio en 1814 con Carlota de Saavedra, hija del Regente y Exsecretario de Estado Francisco de Saavedra y Sangronis.
En 1817 fue nombrado Mariscal de campo, entre sus cometidos estuvo dirigir el Hospital Militar de San Carlos, así como ejercer por mandato de Fernando VII como ayudante personal de D. Francisco de Saavedra para diversos encargos reales entre los que destacaba la Comisión para la dirección de la Real Compañía de Navegación del Guadalquivir. En diciembre de 1821 fue nombrado comandante general del Ejército de Andalucía.
En sus últimos años fue un destacado miembro de la Sociedad Económica de Amigos del País de Sevilla; de la Real Sociedad económica y de la Real Escuela de Nobles Artes.